# Abessijnse egel
De Abessijnse egel of woestijnegel (Paraechinus aethiopicus) is een zoogdier uit de familie van de egels (Erinaceidae). De wetenschappelijke naam van de soort werd voor het eerst geldig gepubliceerd door Ehrenberg in 1832.

## Verspreidingsgebied
De soort wordt aangetroffen in Algerije, Bahrein, Tsjaad, Djibouti, Egypte, Eritrea, Ethiopië, Irak, Israël, Jordanië, Koeweit, Mali, Mauritanië, Marokko, Niger, Oman, Qatar, Saoedi-Arabië, Somalië, Soedan, Syrië, Tunesië, de Westelijke Sahara en Jemen.